# Łukasz Huculak
Łukasz Huculak (ur. 16 sierpnia 1977 w Rzeszowie, Polska – polski malarz, doktor habilitowany, profesor wydziału malarstwa i rzeźby Akademii Sztuk Pięknych we Wrocławiu. 
Studiował na Akademii Sztuk Pięknych we Wrocławiu malarstwo pod kierunkiem Stanisława Kortyki, malarstwo architektoniczne pod kierunkiem Wojciecha Kaniowskiego oraz ceramikę unikatową pod kierunkiem  Krystyny Cybińskiej uzyskując w 2002 roku dyplom z wyróżnieniem. Uprawia malarstwo olejne. Głównym tematem zainteresowań malarza są utrzymane w ascetycznych kolorach martwe natury.
Liczne prace znajdują się m.in. w kolekcji Muzeum Współczesnego we Wrocławiu, Miejskiej Galerii Sztuki w Łodzi oraz zbiorach prywatnych.

## Wybrane wystawy indywidualne
- 2002 – „Przedmiot i przestrzeń” wystawa dyplomowa, Galeria Miejska, Wrocław
- 2003 – „Miejsca i rzeczy”, Galeria Opus, Wrocław
- 2003 – „Wybrał, ułożył sekret” Galeria ART, Warszawa
- 2003 – „Najlepsze dyplomy ASP” Galeria na Solnym, Wrocław
- 2004 – Wystawa malarstwa, Galerie Angeln, Lund, Szwecja
- 2005 – „Wervardlungen”, Galerie Drei Eichen, Emern, Niemcy
- 2006 – „Bawarstwo”, Galeria II Piętro, Wrocław (z Tomaszem Brodą)
- 2006 – Wystawa malarstwa, Galerie RudolfV, Amsterdam, Holandia
- 2006 – Wystawa malarstwa, University of Tennessee, Knoxville, USA
- 2006 – „MMVI” Galeria Art., Warszawa
- 2007 – Galerie Des Beaux –Arts, Heeze, Holandia
- 2007 – „Zdarzenie którego nie było” Galeria Kersten, Kraków
- 2009 – „Obok jest brak”, Miejska Galeria Sztuki, Częstochowa
- 2010 – „Imagines Agentes”, Uniwersytet Wrocławski, Wrocław
- 2010 – „Encounters”, Galerie Drei Eichen. Emern, Niemcy
- 2010 – „Interiors”, MDK Zgorzelec, w ramach „Hallo Wrocław 2016”[1]

## Wybrane wystawy zbiorowe
- 2002 – XI. Salon Plastyki Egeria, BWA, Ostrów Wielkopolski
- 2002 – XIX. Festiwal Polskiego Malarstwa Współczesnego, BWA, Szczecin
- 2003 – „Forma i kolor” Forum Plus Gallery, Chicago, USA
- 2003 – „Polish painting” NevinKelly Gallery, Washington, USA
- 2003 – Najlepsze Dyplomy ASP, Muzeum Plakatu, Wilanów, Warszawa
- 2004 – II. Triennale  Malarstwa im. Mariana Michalika, BWA, Częstochowa
- 2004 – Konkurs Fundacji im. Franciszki Eibisch, Galeria K. Napiórkowskiej, Warszawa
- 2005 – „Falsche erwartung” Kunsthalle Darmstadt, Koblencja, Niemcy
- 2005 – „Sechs Richtige” Schafhof Europaische Kunstlerhaus, Freising/Monachium, Niemcy
- 2005 – End Year Exhibition, Oerlinghausen
- 2005 - „Recent works from Poland”, Nevin Kelly Gallery, Waszyngton, USA
- 2006 – „Wieżowce Wrocławia”, Muzeum Narodowe, Wrocław
- 2006 – Wystawa sztuki polskiej, Galerie Mosa, Katwijk, Holandia
- 2006 – „Malarstwo Polskie XXI” Narodowa Galeria Sztuki Zachęta, Warszawa
- 2006 – „Poolse Kunst” Mosa Art. Gallery, Holandia
- 2007 – „Poolse lente” Galerie Vlasblom, Arnhem, Holandia
- 2007 – „Laureaci Konkursu im.F.Eibisch” Galeria K.Napiórkowskiej, Warszawa
- 2007 – „A dream come true” Golden Cascet Gallery, Forest Row, Anglia
- 2007 – „Kolekcja Sztuki Współczesnej ze zbiorów Zachęty w Częstochowie”, Alten Synagog, Monachium, Niemcy
- 2007 – „Autoportret”, Scottish National Portrait Gallery, Edynburg
- 2008 – „Natura rzeczy”, Centrum Kultury Zamek, Poznań
- 2008 – „Vent d'Est”, Bordeaux (Francja)
- 2009 – „Junge Polnische Malerei – Kunst aus Niederschlesien”, Ostrale,  Drezno, Niemcy
- 2009 – „Junge Polnische Malerei – Kunst aus Niederschlesien”, Galeria Miejska, Bad Reichenhall, Niemcy
- 2009 – „Junge Polnische Malerei – Kunst aus Niederschlesien”, Forum M, Akwizgran, Niemcy
- 2009 – Klosterstadt Ihlow Workshop, Klosterstadt Ihlow, Ihlow, Niemcy
- 2009 – Klosterstadt Ihlow Workshop, Rathaus, Aurich, Niemcy
- 2009 – „Pienkow Art Group – 5 years retrospective”, Pienkow Art Gallery, Knoxville, USA[1]
- 2015 – Detale, Przestrzenie, Państwowa Galeria Sztuki w Sopocie
- 2016 – Późne objawy śmierci, Galeria Art., Warszawa
- 2017 – Galeria r_z Rzeszów[4]

## Nagrody i wyróżnienia artystyczne
- 2002 – Wyróżnienie honorowe XI. Salon Plastyki Egeria, Ostrów Wielkopolski
- 2002 – Grand Prix XIX. Festiwalu Współczesnego Malarstwa Polskiego, Szczecin
- 2003 – Wyróżnienie V. Biennale Małej Formy Malarskiej, Toruń
- 2003 – Nagroda Banku Millenium, Konkurs Prezydenta RP na Najlepszy Dyplom ASP, Warszawa
- 2004 – Nagroda Prezydenta Częstochowy II. Triennale Malarstwa im. Mariana Michalika, Częstochowa
- 2004 – Nagroda Netia „Malarstwo c.d.”, Wrocław
- 2005 – Pierwsza Nagroda 4.Międzynarodowych Warsztatów Malarskich, Pienków
- 2005 – Nagroda Banku BPH VI.Biennale Małej Formy Malarskiej, Toruń
- 2005 – Wyróżnienie Festiwalu Malarstwa Bielska Jesień, Bielsko-Biała
- 2006 – Wyróżnienie Honorowe Konkursu Fundacji im. Franciszki Eibisch, Warszawa
- 2009 – Nominacja do nagrody „Arteonu”[1]

## Stypendia
- 2000 – Stypendium Ministra Kultury i Dziedzictwa Narodowego RP
- 2001 – Stypendium Kiwanis Klub Wratislavia
- 2000 – Nagroda Banku Zachodniego WBK
- 2003 – Stypendium Banku Millenium
- 2004 – Stypendium Ministra Kultury RP dla młodych twórców
- 2005 – Stypendium twórcze Bezirk Oberbayern[1]